# Księżniczka Daisy (film)
Księżniczka Daisy (ang. Princess Daisy) – film telewizyjny z 1983 roku, na podstawie książki Judith Krantz, pod tym samym tytułem. W latach 80 film, w dwóch częściach, kilkakrotnie pokazywała Telewizja Polska.

## Fabuła
Lata 50, XX wieku. Margareth, zwana Daisy, po śmierci matki zamieszkuje w Anglii z nieznanym ojcem. Zaraz po przyjeździe zostaje rozdzielona z bliźniaczą siostrą; odtrąconą przez ojca, opóźnioną w rozwoju umysłowym, Danielle.
Gdy Daisy kończy szesnaście lat, ojciec ginie w wypadku lotniczym. Zbyt bliskie zainteresowanie dziewczyną ze strony przyrodniego brata sprawia, że wyjeżdża ona na studia do Stanów Zjednoczonych. W wyniku krachu na giełdzie, Daisy traci majątek odziedziczony po ojcu i musi zacząć zarabiać na życie, by utrzymać siebie i siostrę. Rozpoczyna pracę w reklamie.

## Obsada
- Merete Van Kamp jako Daisy Valenski / Dani Valenski
- Stacy Keach jako książę Staś Valenski
- Claudia Cardinale jako Anabelle de Fourdemont
- Rupert Everett jako Ram Valenski
- Sada Thompson jako Masza
- Paul Michael Glaser jako North
- Robert Urich jako Patrick Shannon
- Lindsay Wagner jako Francesca Valenski
- Alexa Kenin jako Kiki Kavanaugh
- Ringo Starr jako Robin Valerian
- Barbara Bach jako Vanessa Valerian
- Jim Metzler jako John
- Nicolas Coster jako Matty Firestone
- Hildy Brooks jako Margo Firestone
- Rachel i Melissa Dennis jako Daisy i Dani Valenski, w wieku 6 lat
- Grant Warnock jako Ram Valenski, w dzieciństwie

i inni.